# Distrito judicial de Ucayali
El distrito judicial de Ucayali es una división administrativa del Poder Judicial del Perú. Tiene como sede la ciudad de Pucallpa y su competencia se extiende al departamento homónimo además de la provincia de Puerto Inca del departamento de Huánuco.

## Historia
Hasta el año 1989, el departamento de Ucayali pertenecía al distrito judicial de Huánuco. El 19 de diciembre de 1989, durante el primer gobierno de Alan García se emitió la Ley N° 25147 que creó el distrito judicial de Ucayali y estableció su jurisdicción en dicho departamento además de la provincia de Puerto Inca del departamento de Huánuco. Sin embargo, su instalación se postergó hasta el 17 de abril de 1993 bajo el gobierno de Alberto Fujimori. El primer presidente de la Corte fue el señor Walter Costa Clientes.

## Conformación
El distrito judicial de Ucayali contiene 38 dependencias judiciales incluyendo 4 salas superiores, 20 juzgados de primera instancia, 14 juzgados de paz letrados y diversos juzgados de paz en distintas partes del territorio de su jurisdicción.

## Jurisdicción
El distrito judicial de Tacna tiene jurisdicción sobre todo el departamento de Ucayali y sobre la provincia huanuqueña de Puerto Inca